# 比较文学
比较文学（英語：comparative literature），有时也称世界文學，是一个融会贯通多学科、多语言、多文化的学术领域。其研究对象为至少两种或以上语言的各种体裁的文学作品，此外还常常涉及哲学（尤其是欧洲大陆哲学）、美术、电影、音乐、建筑、政治、历史、社会学、语言学、文学理论、文学批评、心理学、精神分析学、宗教等不同人文社科领域。

## 背景
比较文学一词最早出现在18世纪的法国，并于19世纪末期发展成熟为一门学科，以法国、德国为主导。二战后其学术研究的中心转移到美国，但研究对象仍然以欧洲大陆的语言、哲学、文学理论、文化理论为主流。

## 相關系所
- 布朗大學比較文學系 （页面存档备份，存于）
- 哈佛大學比較文學系 （页面存档备份，存于）
- 康奈爾大學比較文學系 （页面存档备份，存于）
- 紐約大學比較文學系
- 哥倫比亞大學比較文學及社會學院 （页面存档备份，存于）